# تنغل (قهستان)
تنغل (بالفارسية: تنگل) هي مستوطنة تقع في إيران في قسم قهستان الريفي. يقدر عدد سكانها بـ 133 نسمة بحسب إحصاء 2016.